# Robert Smythson
Robert Smythson (1535 - 15 octobre 1614) est un architecte anglais qui conçoit un certain nombre de maisons remarquables à l'époque élisabéthaine. 

## Biographie

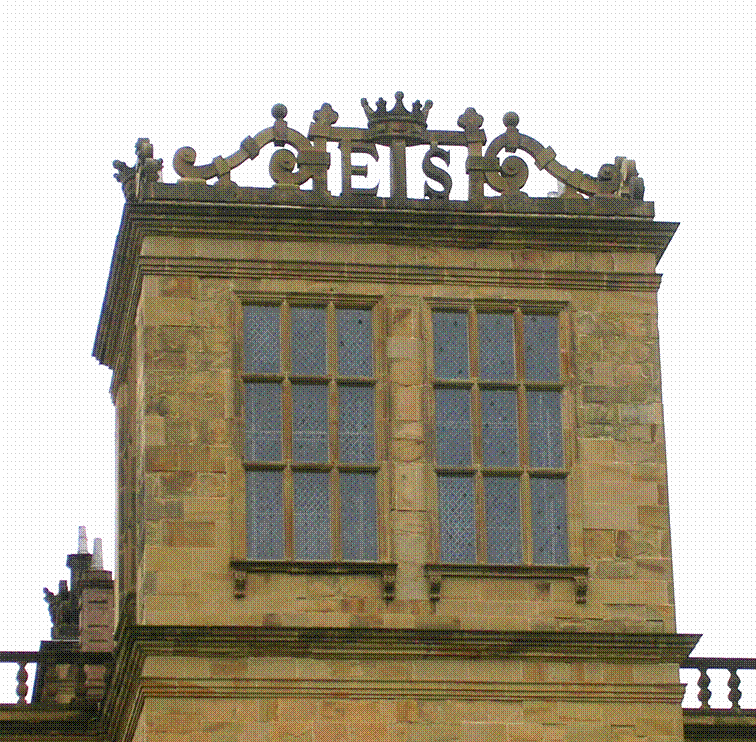
Exemple du travail de Smythson à Hardwick Hall

On sait peu de choses sur sa naissance et son éducation - sa première mention dans les archives historiques remonte à 1556, alors qu'il est tailleur de pierre pour la maison de Longleat, construite par Sir John Thynne (vers 1512-1580). Il conçoit ensuite Hardwick Hall, Wollaton Hall, Burton Agnes Hall et d'autres projets importants. Historiquement, un certain nombre d'autres maisons élisabéthaines, telles que Gawthorpe Hall et Chastleton House, lui sont attribuées pour des raisons stylistiques .
En Grande-Bretagne à cette époque, la profession d'architecte est à son stade le plus embryonnaire de développement. Smythson est formé comme tailleur de pierre et, dans les années 1560, voyage en Angleterre en tant que maître maçon à la tête de sa propre équipe de maçons. En 1568, il quitte Londres pour le Wiltshire pour commencer les travaux sur la nouvelle maison de Longleat pour Sir John Thynne. Il y travaille pendant près de dix-huit ans, sculptant personnellement une grande partie des détails extérieurs, et on pense qu'il a une forte influence sur la conception générale du bâtiment. En 1580, il passe à son projet suivant, Wollaton Hall. À Wollaton, il est clairement plus un « arpenteur » (le terme à l'époque pour un architecte) qu'un tailleur de pierre, et est responsable de l'ensemble de la construction.
Le style de Smythson est plus qu'une fusion d'influences ; bien que la Renaissance, en particulier Sebastiano Serlio, des notes gothiques flamandes et anglaises peuvent être vues dans son travail, il produit quelques adaptations ingénieuses, produisant des bâtiments domestiques innovants et aux détails classiques. Hardwick en particulier est connu pour son utilisation du verre.
Smythson meurt à Wollaton en 1614 et y est enterré dans l'église paroissiale ; son mémorial comprend ces mots "Architecte (sic) et arpenteur de la plus digne maison de Wollaton avec divers autres de grand compte." . Son fils John Smythson (château de Bolsover) et son petit-fils Huntingdon Smithson (comme il épelait le nom de famille) sont également architectes.

## Galerie d’œuvres architecturales

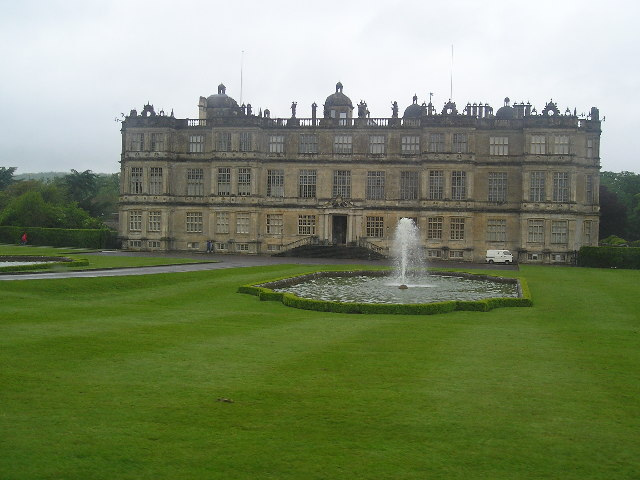
Longleat House
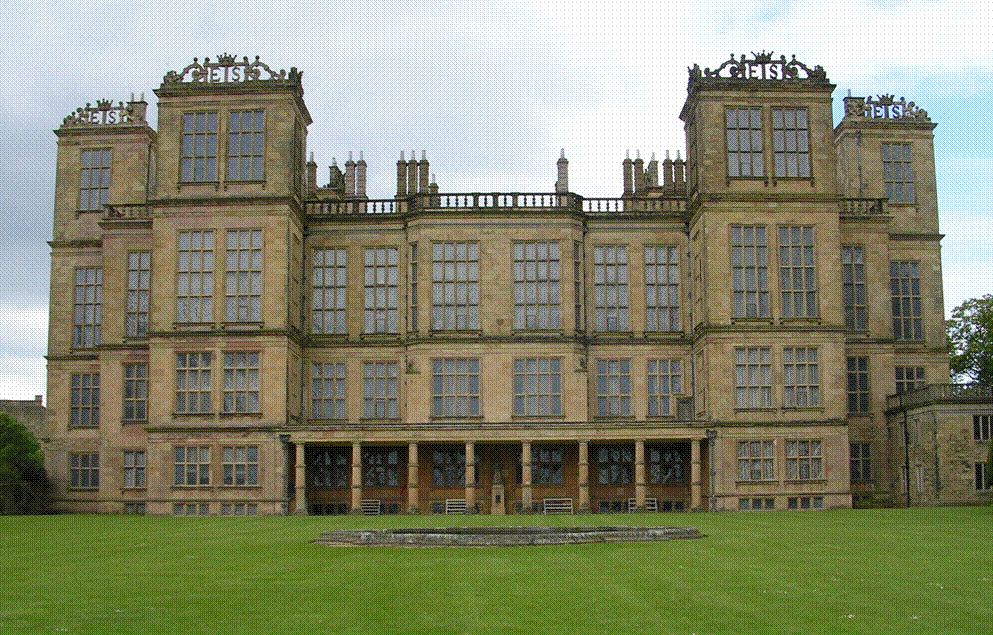
Hardwick Hall
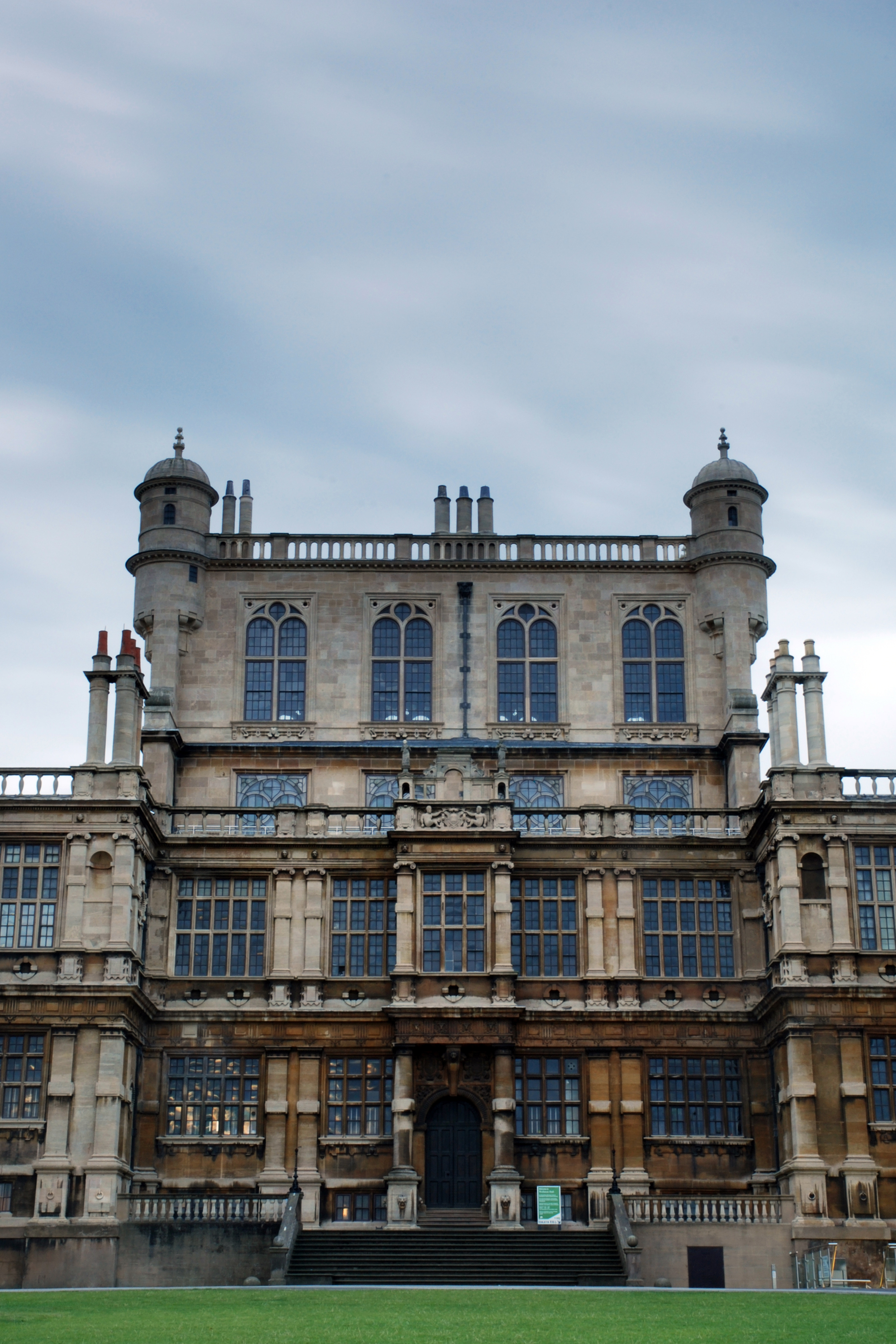
Wollaton Hall
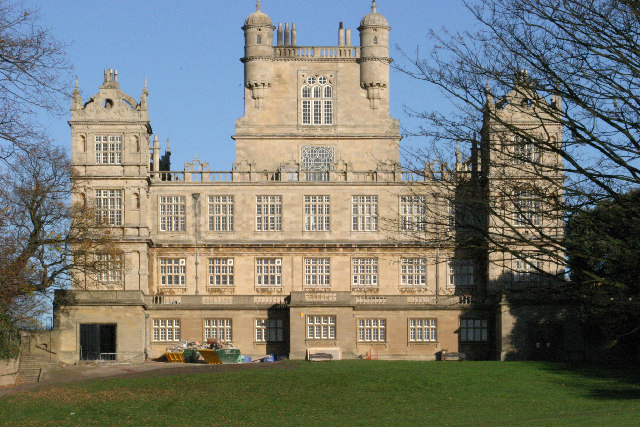
Wollaton Hall